# تومو ساكوراي
تومو ساكوراي (اليابانية:櫻井 智؛ 10 سبتمبر 1971 - 13 أغسطس 2025) هي ممثلة يابانية ولدت في 10 سبتمبر 1971 في إيتشيكاوا، تشيبا.

## أدوارها في الأنمي

### مسلسلات أنمي تلفزيونية
- ماكروس 7 - ميلين جينوس
- روروني كينشين - ماكيماتشي ميساو
- شاكوغان نو شانا - تشيغوسا ساكاي
- شاكوغان نو شانا II - تشيغوسا ساكاي
- شاكوغان نو شانا III - تشيغوسا ساكاي
- يوغي GX - سارينا
- بوكيمون دياموند/بيرل - سينثيا
- كامينوميزو شيرو سيكاي - سورا أسكا
- زومبي-لون - تشيزورو تاتشيبانا
- سينت تيل - ميمي هانيوكا/سينت تيل
- آيدولماستر زينوغلوسيا - أزوسا ميورا
- أويدو روكيت - المرأة الزرقاء
- أوشيو و تورا - كوشي
- فافنر في السماء الزرقاء - أنيلا أوروبيند غوش

### أوفا أنمي
- شاكوغان نو شانا S - تشيغوسا ساكاي

### أفلام أنمي
- شاكوغان نو شانا - تشيغوسا ساكاي
- فاتال فيوري: ذا موشن بيكتشر - سوليا غوداموس

## أدوارها في الدبلجة اليابانية
- غلي - تيري شوستر

## وصلات خارجية
- تومو ساكوراي على موقع IMDb (الإنجليزية)
- تومو ساكوراي على موقع ميوزك برينز (الإنجليزية)
- تومو ساكوراي على موقع ميوزك برينز (الإنجليزية)
- تومو ساكوراي على موقع ديسكوغز (الإنجليزية)
- تومو ساكوراي على موقع قاعدة بيانات الفيلم (الإنجليزية)
- تومو ساكوراي على موقع ANN person (الإنجليزية)